# Vier-Quadrate-Satz
Der Vier-Quadrate-Satz oder Satz von Lagrange ist ein Satz aus dem mathematischen Teilgebiet der Zahlentheorie. Dieser Satz lautet:
Jede natürliche Zahl kann als Summe von vier Quadratzahlen geschrieben werden.
Beispiele:
- {\displaystyle 4=1+1+1+1=4+0+0+0}
- {\displaystyle 7=4+1+1+1}
- {\displaystyle 31=25+4+1+1=9+9+9+4}

Diese Aussage wurde 1621 von Bachet in seiner einflussreichen Diophant-Ausgabe vermutet und 1770 von Lagrange bewiesen, mittels einer 1748 von Euler gefundenen Identität, die das Problem auf Primzahlen reduzierte.

## Natürliche Zahlen als Summe von Quadratzahlen
Es gibt natürliche Zahlen, die sich als Summe zweier Quadratzahlen darstellen lassen: So ist z. B. {\displaystyle 20=16+4.} Für 21 hingegen gibt es eine solche Darstellung nicht.
Dass das Quadrat einer ungeraden Zahl immer {\displaystyle \equiv 1{\bmod {4}}} ist, gesprochen kongruent 1 modulo 4, d. h. den Rest 1 bei Division durch 4 lässt, ist ein Hauptgrund dafür, dass eine natürliche Zahl {\displaystyle n} dann nicht als Summe zweier Quadratzahlen darstellbar ist, wenn die Primfaktorzerlegung von {\displaystyle n} mindestens eine Primzahl {\displaystyle p} in ungerader Vielfachheit enthält, für die gilt:
{\displaystyle p\equiv 3{\bmod {4}}}.
Beispiele:
- {\displaystyle 14=2\cdot 7}. Die 7 ist bezüglich 4 in der Restklasse 3. Also kann es keine Darstellung von 14 als Summe zweier Quadratzahlen geben.
- {\displaystyle 98=2\cdot 7\cdot 7}. Hier gilt zwar ebenfalls, dass 7 bezüglich 4 in der Restklasse 3 ist, aber 7 ist in der Primfaktorzerlegung doppelt vorhanden, also kann es eine Darstellung von 98 als Summe zweier Quadratzahlen geben: {\displaystyle 98=49+49.}

Umgekehrt hat Fermat den sogenannten Zwei-Quadrate-Satz gefunden, dass jede Primzahl {\displaystyle p}, für die gilt: {\displaystyle p\equiv 1{\bmod {4}}}, als Summe zweier Quadratzahlen darstellbar ist. Diese Erkenntnis wurde von dem Mathematiker Carl Gustav Jacob Jacobi verwendet, um den Satz zu beweisen:
Eine beliebige natürliche Zahl {\displaystyle n} ist genau dann als Summe zweier Quadrate darstellbar, wenn in der Primfaktorzerlegung von {\displaystyle n} alle {\displaystyle p\equiv 3{\bmod {4}}} in gerader Vielfachheit vorkommen. (siehe Satz über die Summe zweier Quadrate)
Der deutsche Mathematiker Edmund Landau wies nach, dass die Anzahl solcher Zahlen, die sich als Summe zweier Quadratzahlen darstellen lassen, verhältnismäßig klein ist.
Interessant ist nun die Fragestellung, wie viele Summanden im Höchstfall notwendig sind, um jede beliebige natürliche Zahl als Summe von Quadraten darzustellen. Drei Quadrate genügen nach dem Drei-Quadrate-Satz nicht. Der Vier-Quadrate-Satz sagt aber aus, dass vier Quadrate ausreichen.

## Beweisskizze
Hat man mit
{\displaystyle n_{1}=a_{1}^{2}+b_{1}^{2}+c_{1}^{2}+d_{1}^{2}}
{\displaystyle n_{2}=a_{2}^{2}+b_{2}^{2}+c_{2}^{2}+d_{2}^{2}}
die Darstellungen zweier Zahlen {\displaystyle n_{1}} und {\displaystyle n_{2}} als Summe von 4 Quadraten, dann hat man über die Quaternionen
{\displaystyle x_{i}=a_{i}+b_{i}\cdot \mathrm {i} +c_{i}\cdot \mathrm {j} +d_{i}\cdot \mathrm {k} }
und die Gleichung
{\displaystyle |x_{1}|^{2}\cdot |x_{2}|^{2}=|x_{1}\cdot x_{2}|^{2}}
eine Darstellung auch des Produktes als Summe von 4 Quadraten:
{\displaystyle n_{1}n_{2}=(a_{1}^{2}+b_{1}^{2}+c_{1}^{2}+d_{1}^{2})(a_{2}^{2}+b_{2}^{2}+c_{2}^{2}+d_{2}^{2})}
{\displaystyle {}=(a_{1}a_{2}-b_{1}b_{2}-c_{1}c_{2}-d_{1}d_{2})^{2}}
{\displaystyle {}+{}(a_{1}b_{2}+b_{1}a_{2}+c_{1}d_{2}-d_{1}c_{2})^{2}}
{\displaystyle {}+{}(a_{1}c_{2}-b_{1}d_{2}+c_{1}a_{2}+d_{1}b_{2})^{2}}
{\displaystyle {}+{}(a_{1}d_{2}+b_{1}c_{2}-c_{1}b_{2}+d_{1}a_{2})^{2}}
Diese Identität hatte bereits Leonhard Euler 1748 entdeckt, sie ist als Eulerscher Vier-Quadrate Satz bekannt. Mit diesem Satz reduzierte er den Beweis des Satzes, dass jede Zahl sich als Summe von vier Quadratzahlen schreiben lässt, auf Primzahlen. Sind nämlich Primzahlen als Summen von vier Quadraten darstellbar, so auch Produkte von Primzahlen – so auch alle natürlichen Zahlen, da sie Produkte von Primzahlen sind.
Für eine Primzahl {\displaystyle p}, für die {\displaystyle p\equiv 1{\bmod {4}}} gilt, folgt nach dem Zwei-Quadrate-Satz, dass sie als Summe von zwei Quadraten darstellbar ist, also auch als Summe von vier Quadraten (da {\displaystyle 0^{2}=0}). Daher wäre nur der Fall für {\displaystyle p\equiv 3{\bmod {4}}} zu zeigen und der Satz ist bewiesen.

## Verwandte Probleme und Resultate
Im Jahre 1798 behandelte Adrien-Marie Legendre die verwandte Frage der Summendarstellung von natürlichen Zahlen durch höchstens drei Quadratzahlen. Er fand und formulierte, dass eine natürliche Zahl immer dann aus drei oder weniger Quadratzahlen zusammengesetzt werden kann, wenn sie nicht von der Form {\displaystyle 4^{i}\cdot (8j+7)} mit ganzzahligen {\displaystyle i,j\geq 0} ist. Man nennt diesen Satz auch den Drei-Quadrate-Satz.
Eine Lücke in Legendres Beweis wurde später von Carl Friedrich Gauß geschlossen, weshalb er auch als Satz von Gauß bekannt ist. Peter Gustav Lejeune Dirichlet und Edmund Landau fanden Vereinfachungen des Beweises.
Der Drei-Quadrate-Satz zieht nicht zuletzt den bekannten (und schon von Pierre de Fermat vermuteten) Satz nach sich, dass jede natürliche Zahl als Summe von höchstens drei Dreieckszahlen darstellbar ist.
In Erweiterung der dem Vier-Quadrate-Satz zugrundeliegenden Fragestellung behandelt das Waringsche Problem die Frage, ob es zu jedem Exponenten {\displaystyle k=2,\,3,\,\dotsc } eine Zahl {\displaystyle g_{k}} gibt, sodass jede natürliche Zahl sich als Summe von höchstens {\displaystyle g_{k}} {\displaystyle k}-ten Potenzen schreiben lässt, und die daran anschließende Frage, auf welchem Wege die kleinstmögliche dieser Zahlen {\displaystyle g_{k}} zu finden sei. Dass solche {\displaystyle g_{k}} stets existieren, hat David Hilbert im Jahre 1909 bewiesen.

## Anzahl der Darstellungen
Bei der Berechnung der jeweiligen Anzahl von Darstellungen einer natürlichen Zahl {\displaystyle n\in \mathbb {N} ^{*}} als Summe von vier Quadratzahlen kann man das Vorzeichen der quadrierten ganzen Zahlen und deren Ordnung berücksichtigen.
So ergeben sich beispielsweise für {\displaystyle n=7} dargestellt als Summe aus vier Quadraten
{\displaystyle 7=1^{2}+1^{2}+1^{2}+2^{2}=\dotsb =(-2)^{2}+(-1)^{2}+(-1)^{2}+(-1)^{2}}
mit den Permutationen der Tupel
{\displaystyle (1,1,1,2),(-1,1,1,2),(-1,-1,1,2),(-1,-1,-1,2),(-2,1,1,1),(-2,-1,1,1),(-2,-1,-1,1),(-2,-1,-1,-1)}
insgesamt {\displaystyle r_{4}(7)=64} Darstellungen.
Eine Formel für die Anzahl solcher Darstellungen liefert der Satz von Jacobi.